# Paecilaema manifestum
Paecilaema manifestum is een hooiwagen uit de familie Cosmetidae.